# Suceava

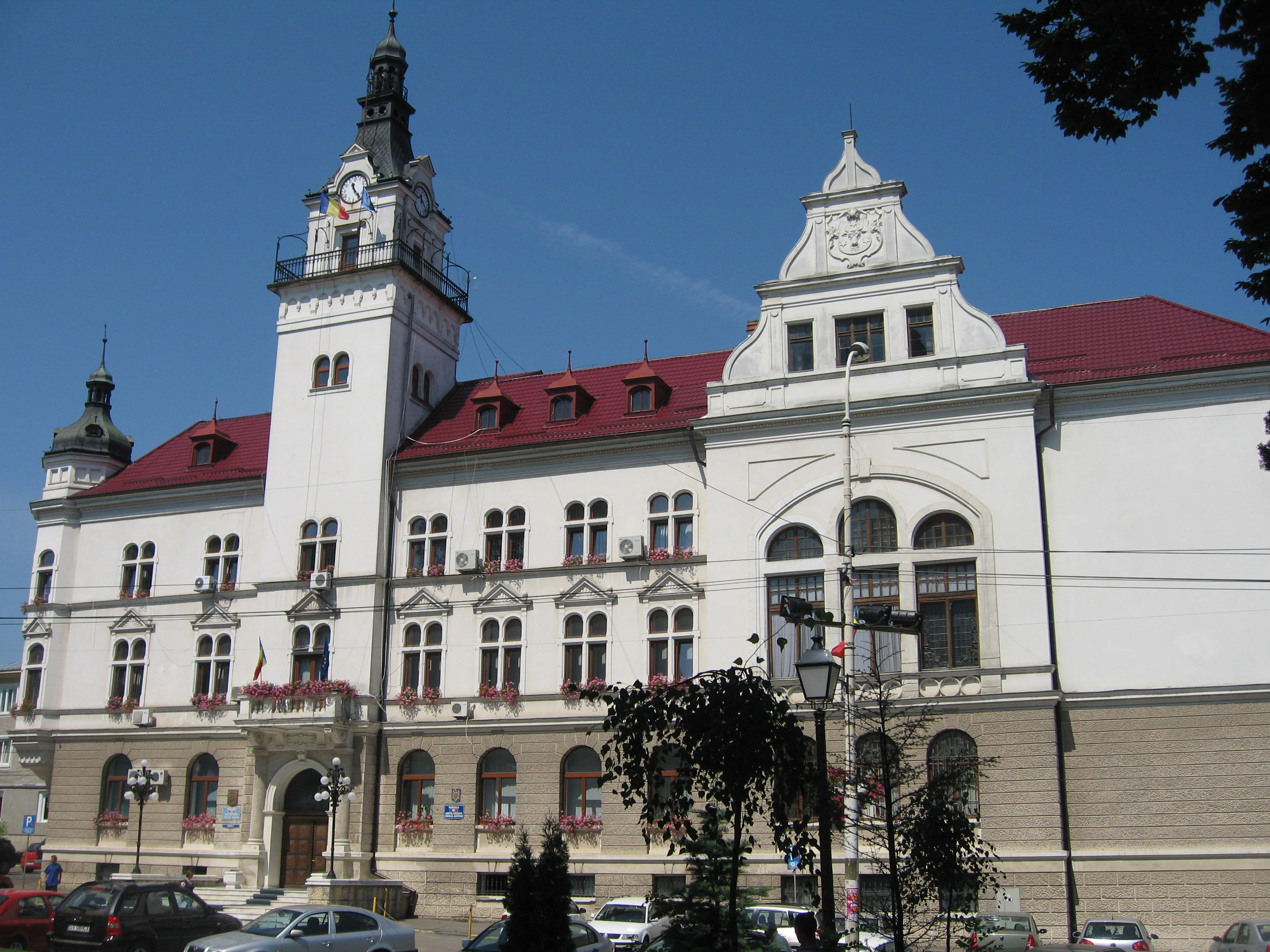
Palau Administratiu de Suceava, seu del govern provincial

La ciutat de Suceava (en romanès, [suˈt͡ʃe̯ava]; en alemany Suczawa, en polonès Suczawa, en ucraïnès Сучава, en jiddisch שאַץ) és una localitat del nord-est de Romania, capital de la província de Suceava, a la regió històrica de Bucovina.

## Geografia
La ciutat està situada a cavall de dues zones ben diferents. La zona més alta, construïda sobre diversos turons, assoleix la màxima alçada al turó de Zamca; a l'extrem oposat, la ciutat ha crescut cap a les praderies situades a la ribera del riu Suceava.
Aquesta configuració urbana ha permès mantenir dues grans zones boscoses (Zamca i Şipote), situades a l'interior del perímetre urbà. A més, el barri de Burdujeni està connectat a la resta del nucli per mitjà d'una avinguda, fet que el converteix, a primer cop d'ull, en una població satèl·lit de Suceava.

## Història
La ciutat de Suceava va ser durant força temps, entre 1388 i 1565, la capital del Principat de Moldàvia i residència principal dels seus prínceps i de la cort. Durant el regnat d'Alexandre Lăpuşneanu però, la capital es traslladà a Iaşi, convertida en el nou centre del país. Tot i així, Suceava continuà essent el principal centre administratiu de Bucovina.
Entre 1775 i 1918, Suceava, com la resta de Bucovina, passà a mans dels Habsburg, integrant-se posteriorment a l'Imperi Austrohongarès. La ciutat esdevingué durant aquest temps una localitat de frontera, ja que el domini dels Habsburg arribava a pocs centenars de metres al sud-est de la ciutat.
Amb el final de la Primera Guerra Mundial i la caiguda de l'Imperi austrohongarès, Suceava s'integrà a Romania, estat del qual ha format part fins al present malgrat els canvis fronterers del país. A més, durant el règim comunista, la ciutat es convertí en un important centre industrial, modificant així l'estructura econòmica de la localitat.

## Població
Segons el darrer cens oficial, de 2002, la ciutat de Suceava comptava amb 105.865 residents, fet que la converteix en la 22a localitat de Romania per població.
Tal com recull aquest mateix cens, la distribució ètnica de la població és la següent:
- Romanesos: 98,17%
- Gitanos: 0,48%
- Alemanys: 0,35%
- Ucraïnesos: 0,27%
- Polonesos: 0,23%
- Lipovans: 0,2%
- Altres: 0,3%

## Transport

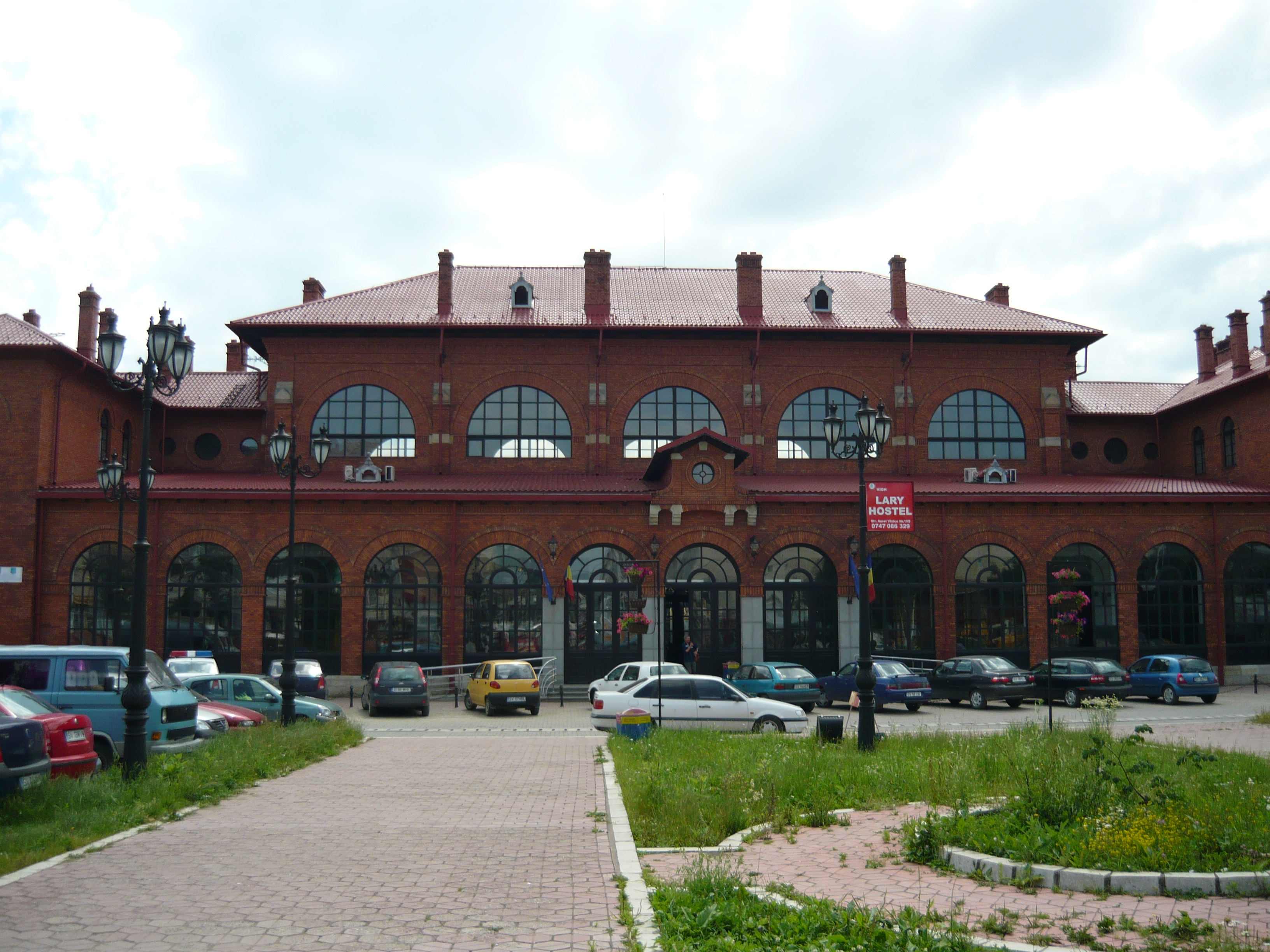
Estació de Burdujeni, a Suceava

### Carretera
Suceava està situada a la ruta de la carretera nacional DN2 (ruta europea E85), que la comuniquen amb altres ciutats del país, com Focşani, Bacău i Bucarest. Així mateix, a la ciutat també hi arriba la carretera nacional DN17 (ruta europea E58), en direcció a l'oest, i la carretera DN29 (també inclosa a la ruta E58), cap a Botoșani i l'est de Romania.

### Ferrocarril
La ciutat de Suceava disposa de tres estacions de ferrocarril, gestionades per l'empresa estatal Căile Ferate Române, i que vinculen la localitat mitjançant diversos serveis amb Transsilvània, Bacău i Bucarest.

### Aire
La localitat disposa de l'aeroport Ştefan cel Mare (sigla internacional IATA, SCV), situat a 12 kilòmetres a l'est de la ciutat, i que uneix el nord-est de Romania amb Bucarest. Popularment, a causa de la seva proximitat a la població de Salcea, també és conegut com a Aeroport de Salcea.

## Turisme
Malgrat el creixement experimentat en els darrers anys, Suceava continua essent una localitat petita. Els turistes poden visitar l'església de Mirǎuti (la més antiga de la ciutat, del segle xiv), la Ciutadella del Príncep (Cetatea de Scaun), l'església de Sant Demetri (del segle XVI), l'església de Sant Jordi i el Monestir de Sant Joan (del segle xvi i considerada Patrimoni de la Humanitat per la Unesco), el Museu d'Història de Bucovina o el Museu Etnogràfic, situat en un edifici del segle xvii.

## Ciutats agermanades
Suceava està agermanada amb les localitats de:
- Sosnowiec (Polònia)
- Txernivtsí (Ucraïna)
- Guizhou (Xina)